# Comuna Ciugud, Alba
Ciugud (în maghiară: Maroscsüged, în germană: Schenkendorf) este o comună în județul Alba, Transilvania, România, formată din satele Ciugud (reședința), Drâmbar, Hăpria, Limba, Șeușa și Teleac.

## Demografie
Componența etnică a comunei Ciugud
     Români (93,7%)
     Alte etnii (0,73%)
     Necunoscută (5,57%)
Componența confesională a comunei Ciugud
     Ortodocși (83,65%)
     Creștini după evanghelie (2,98%)
     Baptiști (2,8%)
     Penticostali (2,34%)
     Alte religii (1,64%)
     Necunoscută (6,58%)
Conform recensământului efectuat în 2021, populația comunei Ciugud se ridică la 3.285 de locuitori, în creștere față de recensământul anterior din 2011, când fuseseră înregistrați 3.048 de locuitori. Majoritatea locuitorilor sunt români (93,7%), iar pentru 5,57% nu se cunoaște apartenența etnică. Din punct de vedere confesional, majoritatea locuitorilor sunt ortodocși (83,65%), cu minorități de creștini după evanghelie (2,98%), baptiști (2,8%) și penticostali (2,34%), iar pentru 6,58% nu se cunoaște apartenența confesională.

## Politică și administrație
Comuna Ciugud este administrată de un primar și un consiliu local compus din 13 consilieri. Primarul, Gheorghe Dămian[*],  politician independent, este în funcție din 2000. Începând cu alegerile locale din 2024, consiliul local are următoarea componență pe partide politice:
|  | Partid                          | Consilieri | Componența Consiliului | Componența Consiliului | Componența Consiliului | Componența Consiliului | Componența Consiliului | Componența Consiliului | Componența Consiliului | Componența Consiliului | Componența Consiliului |
|  | ------------------------------- | ---------- | ---------------------- | ---------------------- | ---------------------- | ---------------------- | ---------------------- | ---------------------- | ---------------------- | ---------------------- | ---------------------- |
|  | Partidul Național Liberal       | 9          |                        |                        |                        |                        |                        |                        |                        |                        |                        |
|  | Partidul Social Democrat        | 2          |                        |                        |                        |                        |                        |                        |                        |                        |                        |
|  | Alianța pentru Unirea Românilor | 2          |                        |                        |                        |                        |                        |                        |                        |                        |                        |

## Infrastructura
Ciugud este prima comună din România cu pistă pentru biciclete.

## Economia
Primăria a amenjat și o zonă industrială unde s-au realizat investiții private în valoare de 10 milioane de euro și peste 1.000 de locuri de muncă.

## Atracții turistice
- Biserica de lemn "Ioachim și Ana" din satul Drâmbar, construcție secolul al XVIII-lea
- Monumentul Eroilor din satul Ciugud
- Situl arheologic "Gorneț" din satul Ciugud, monument istoric
- Monumentul Eroilor din satul Hăpria
- Monumentul Eroilor din satul Limba

## Imagini

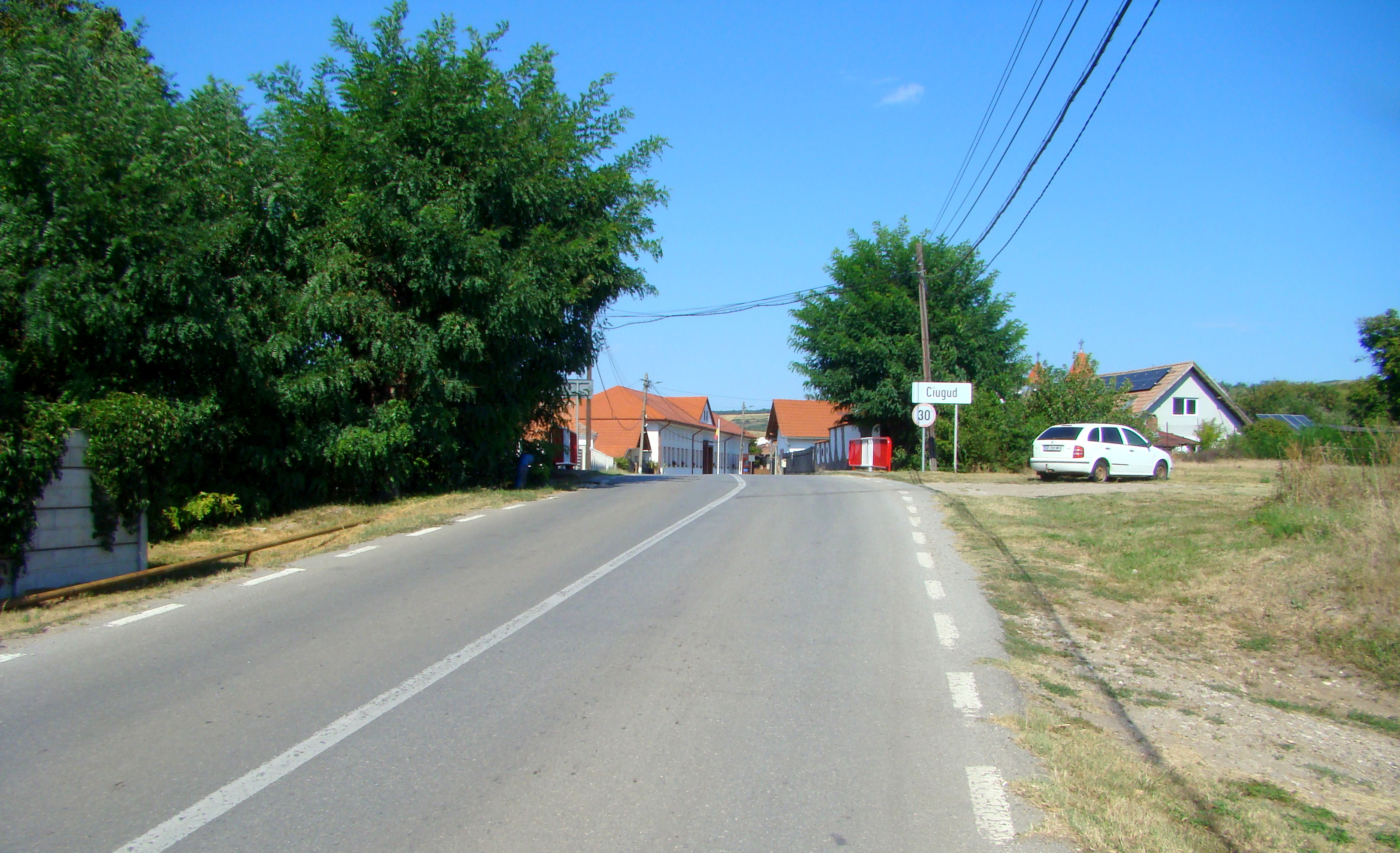
Ciugud
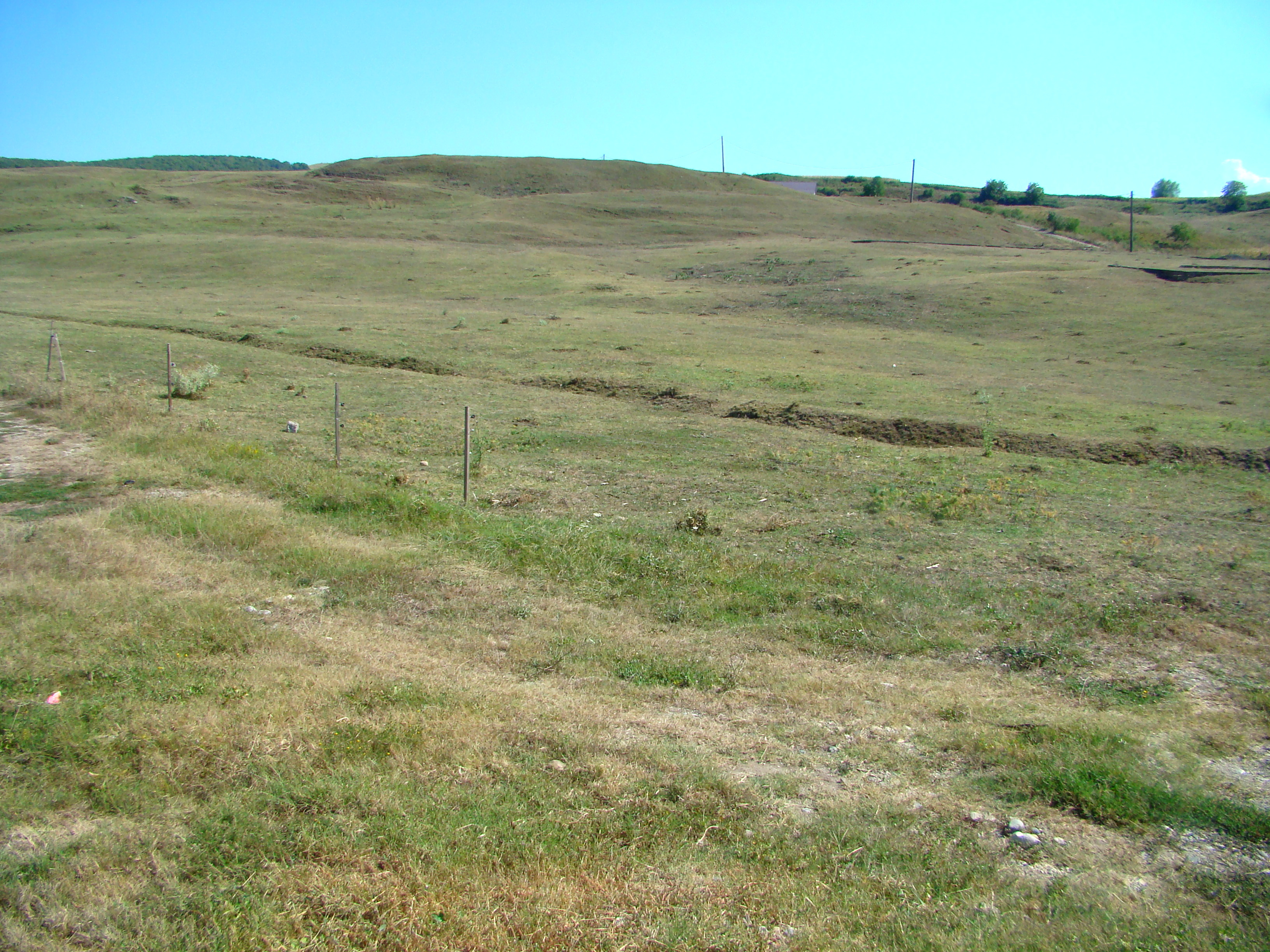
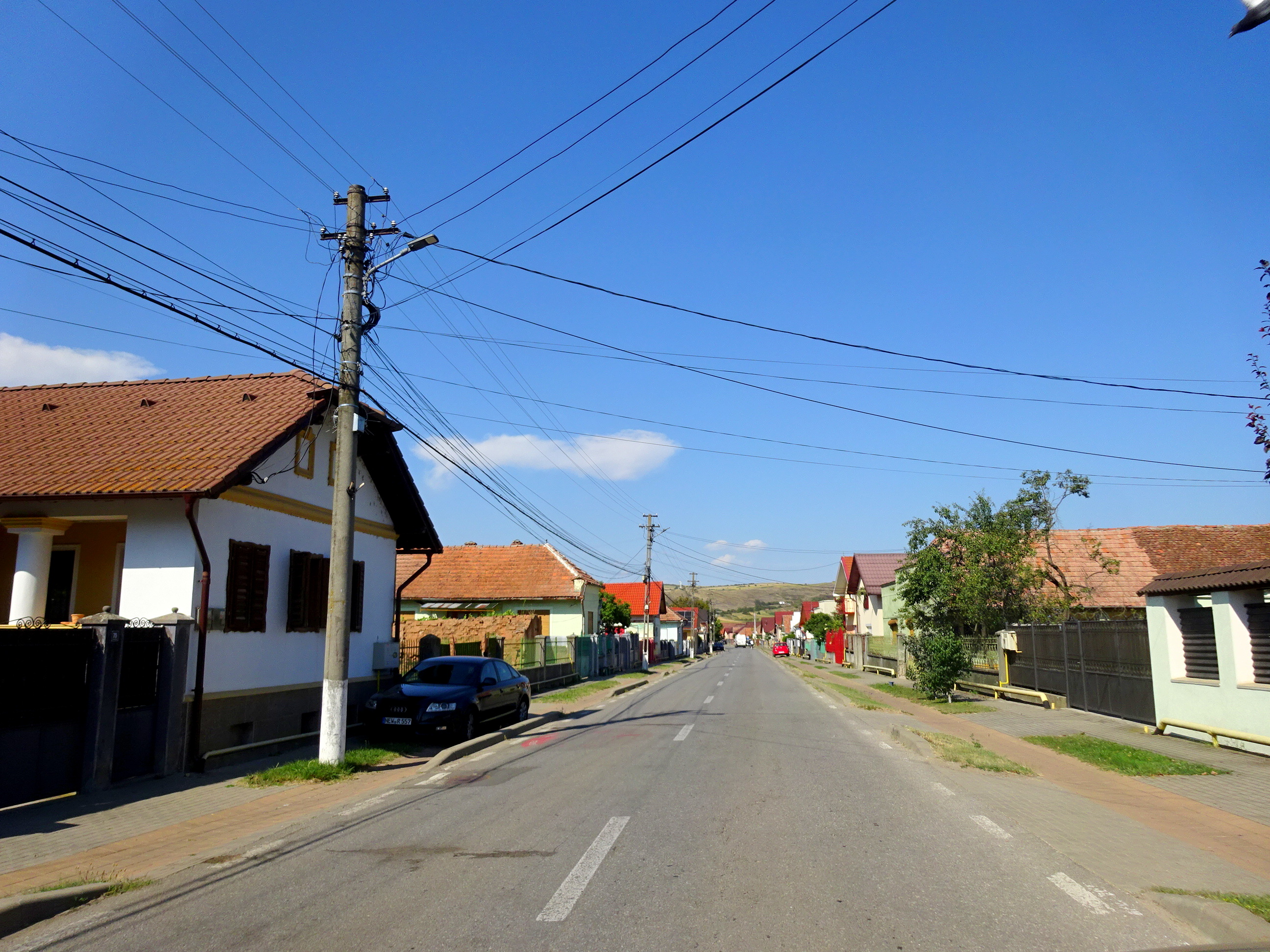
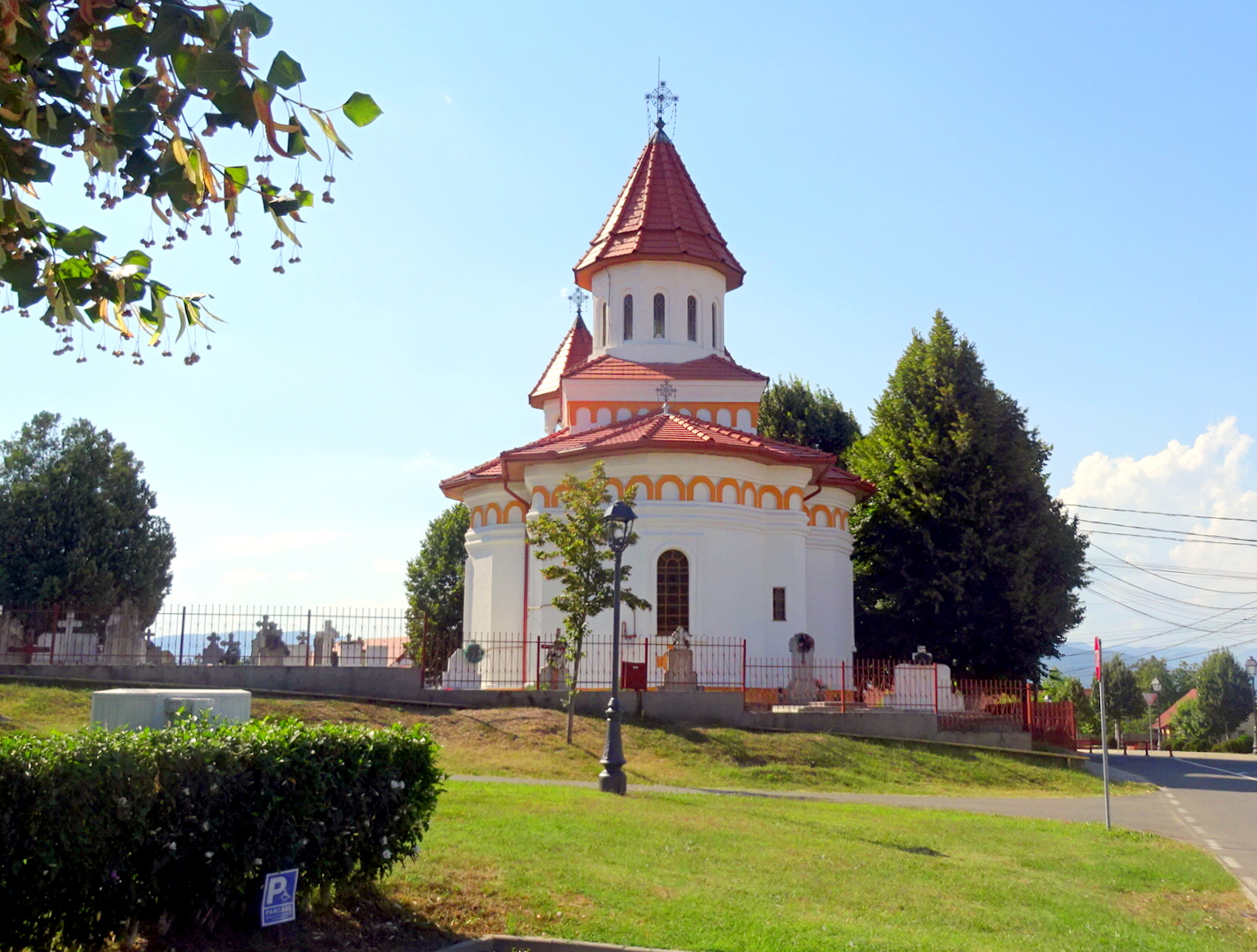
Biserica Buna Vestire din Ciugud (1938-1942)
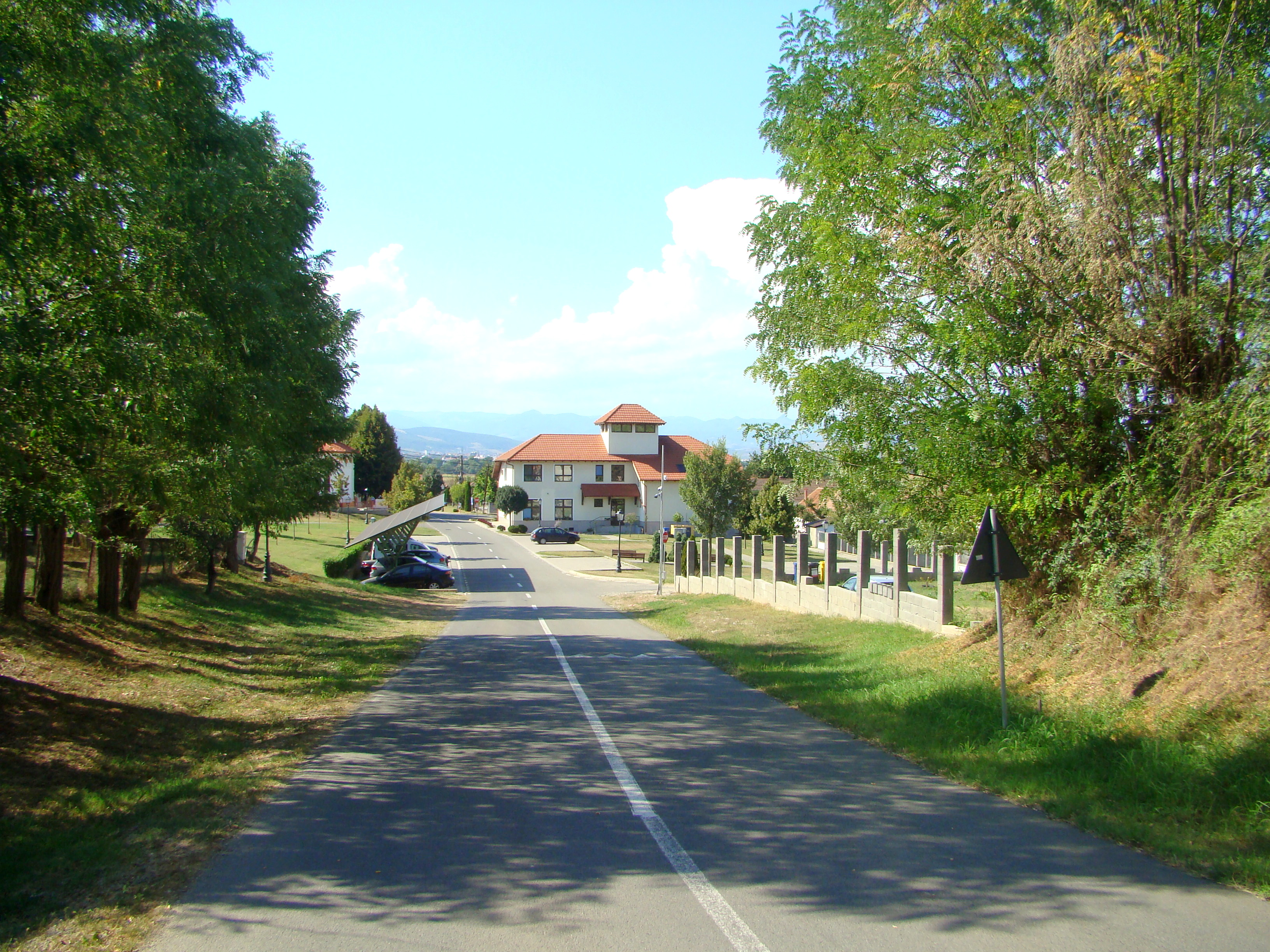
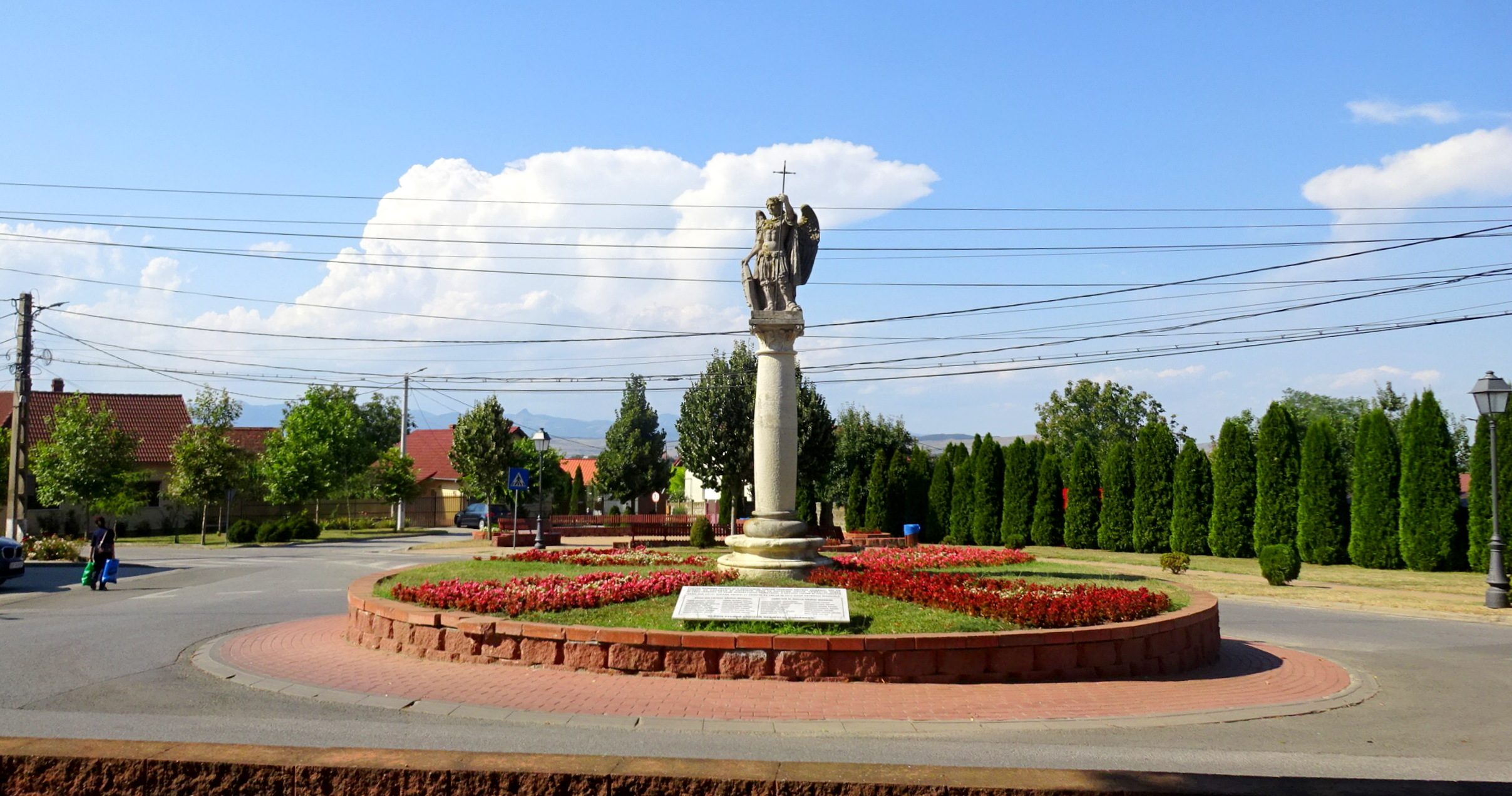
Monumentul eroilor
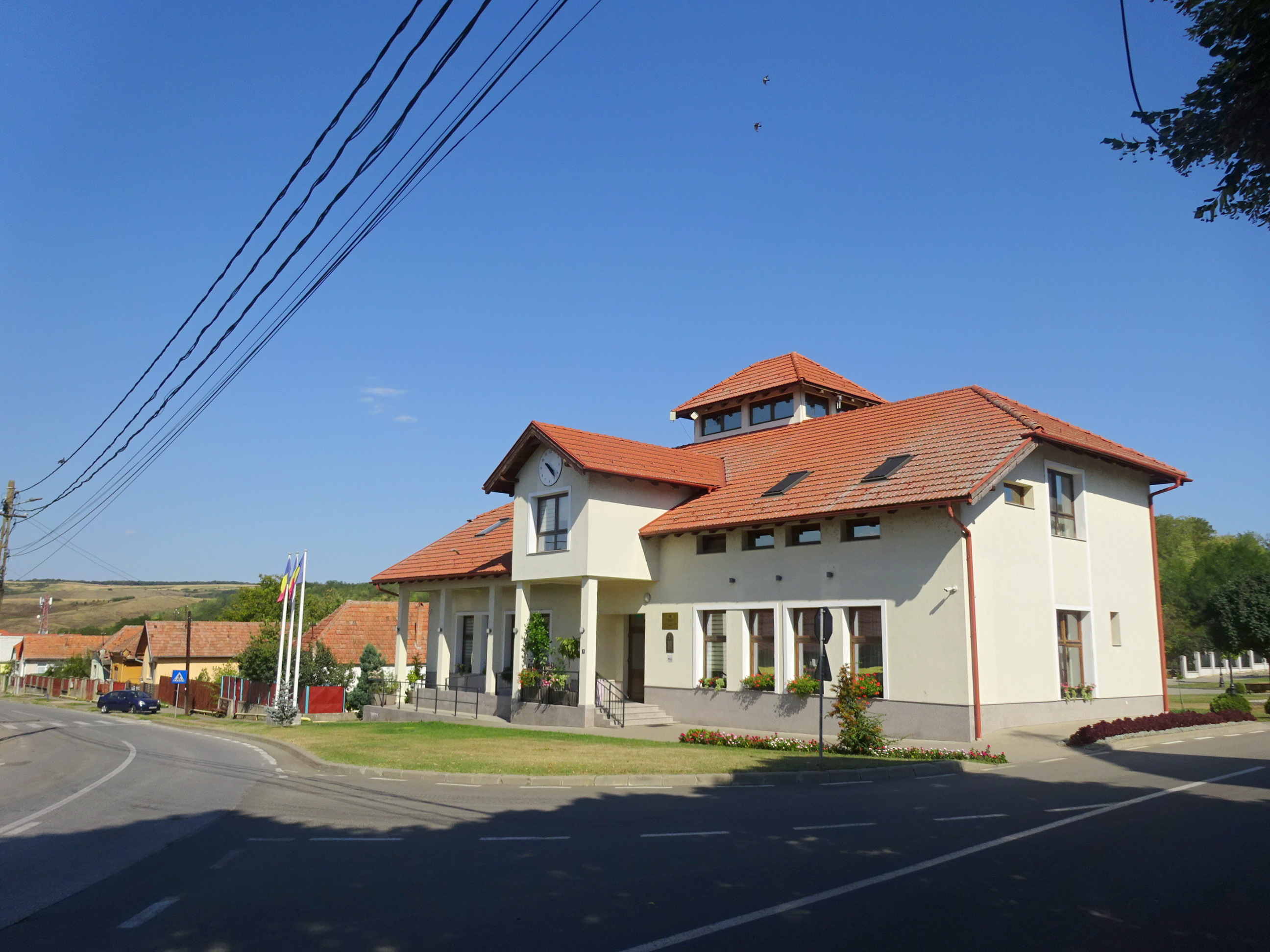
Primăria comunei Ciugud
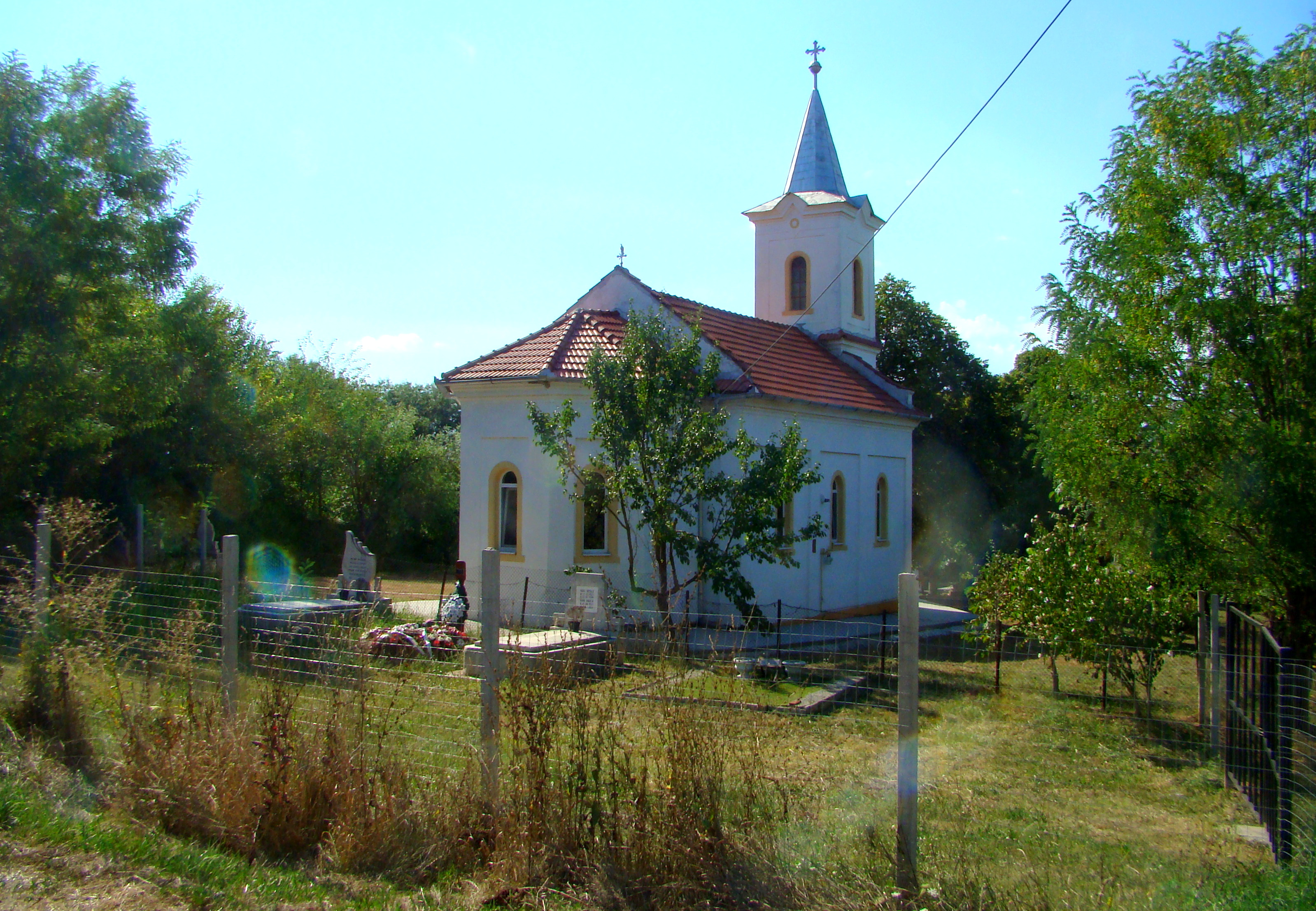
Biserica Sfinții Apostoli din Ciugud
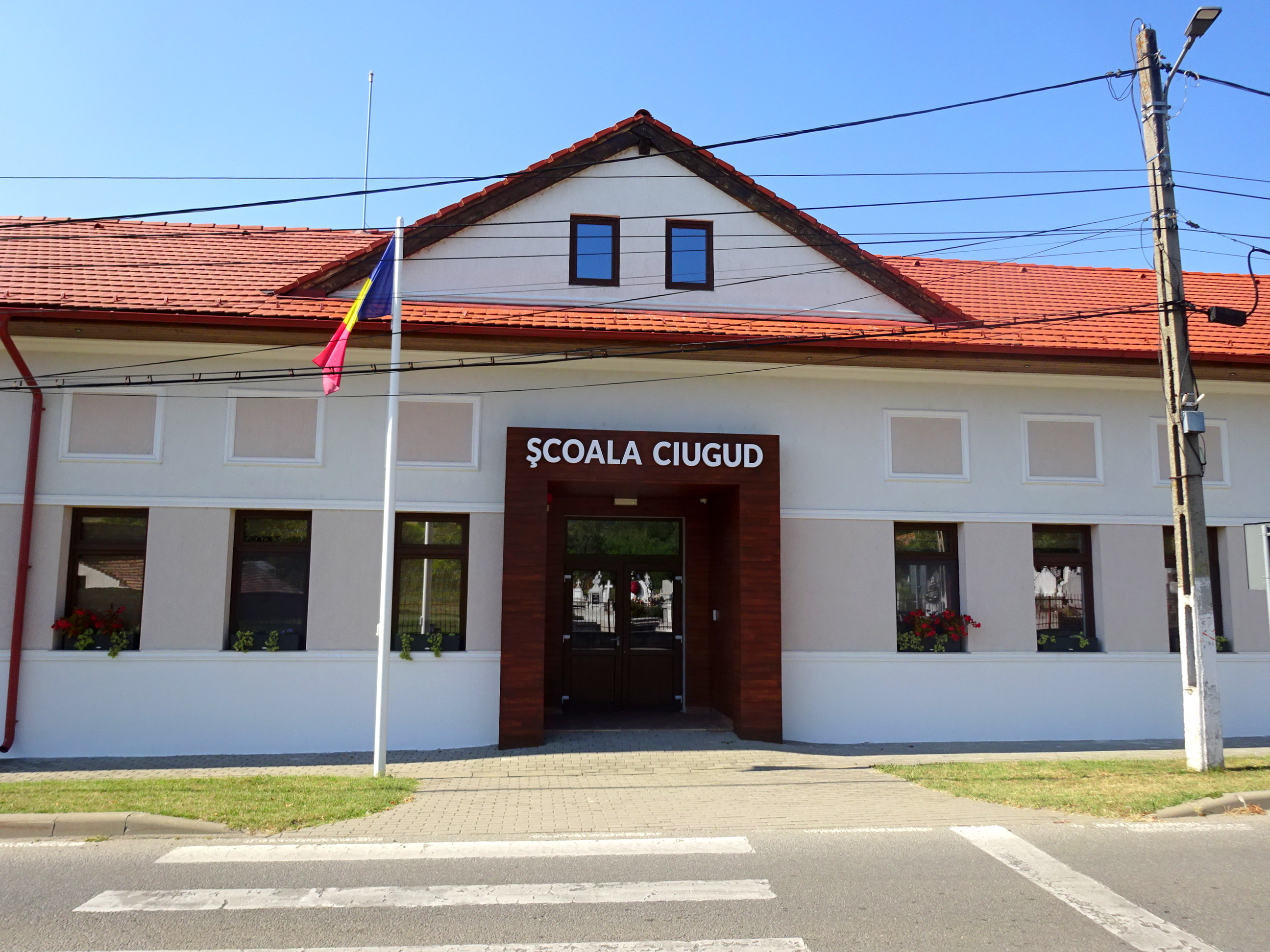
Școala
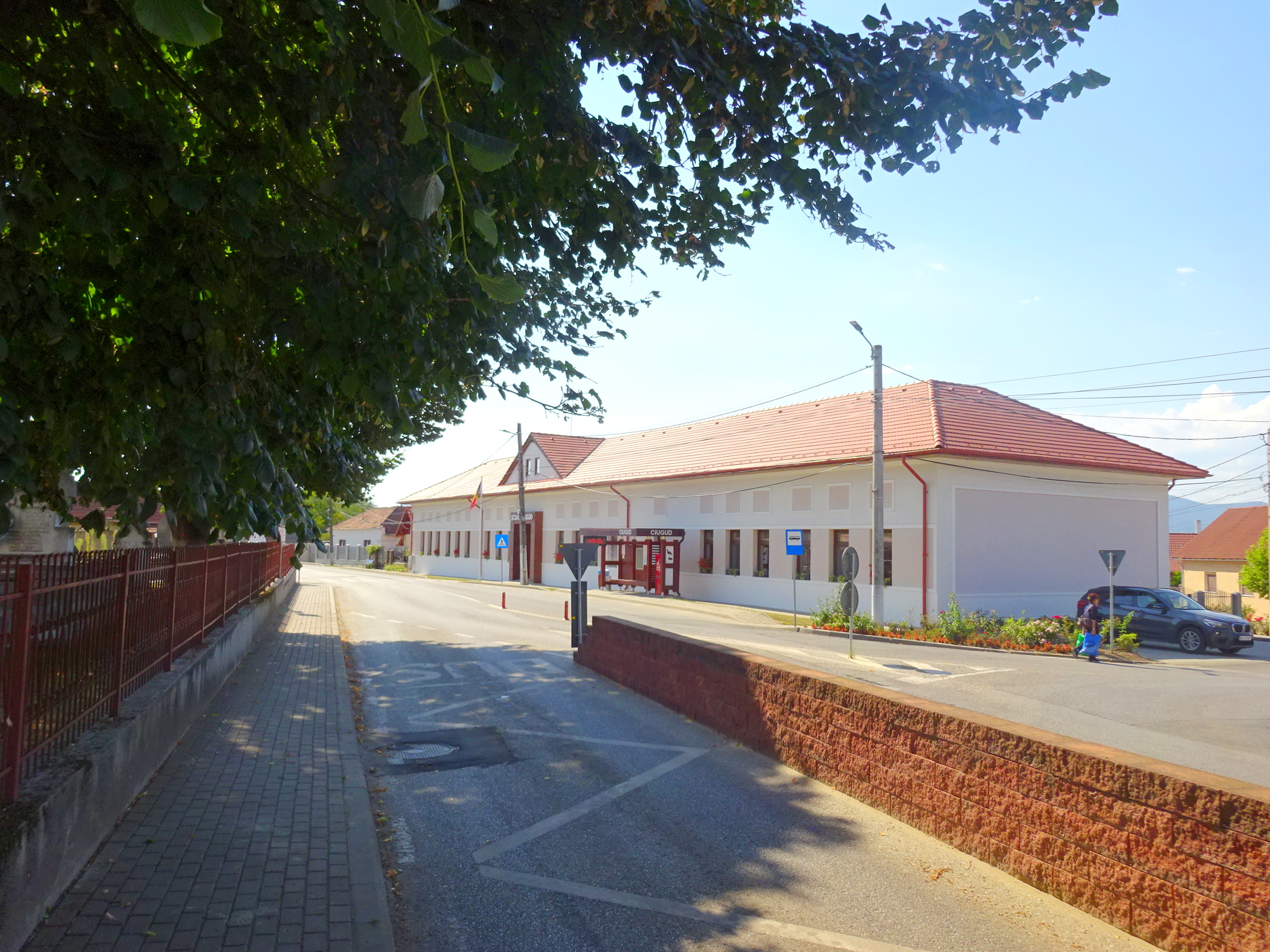
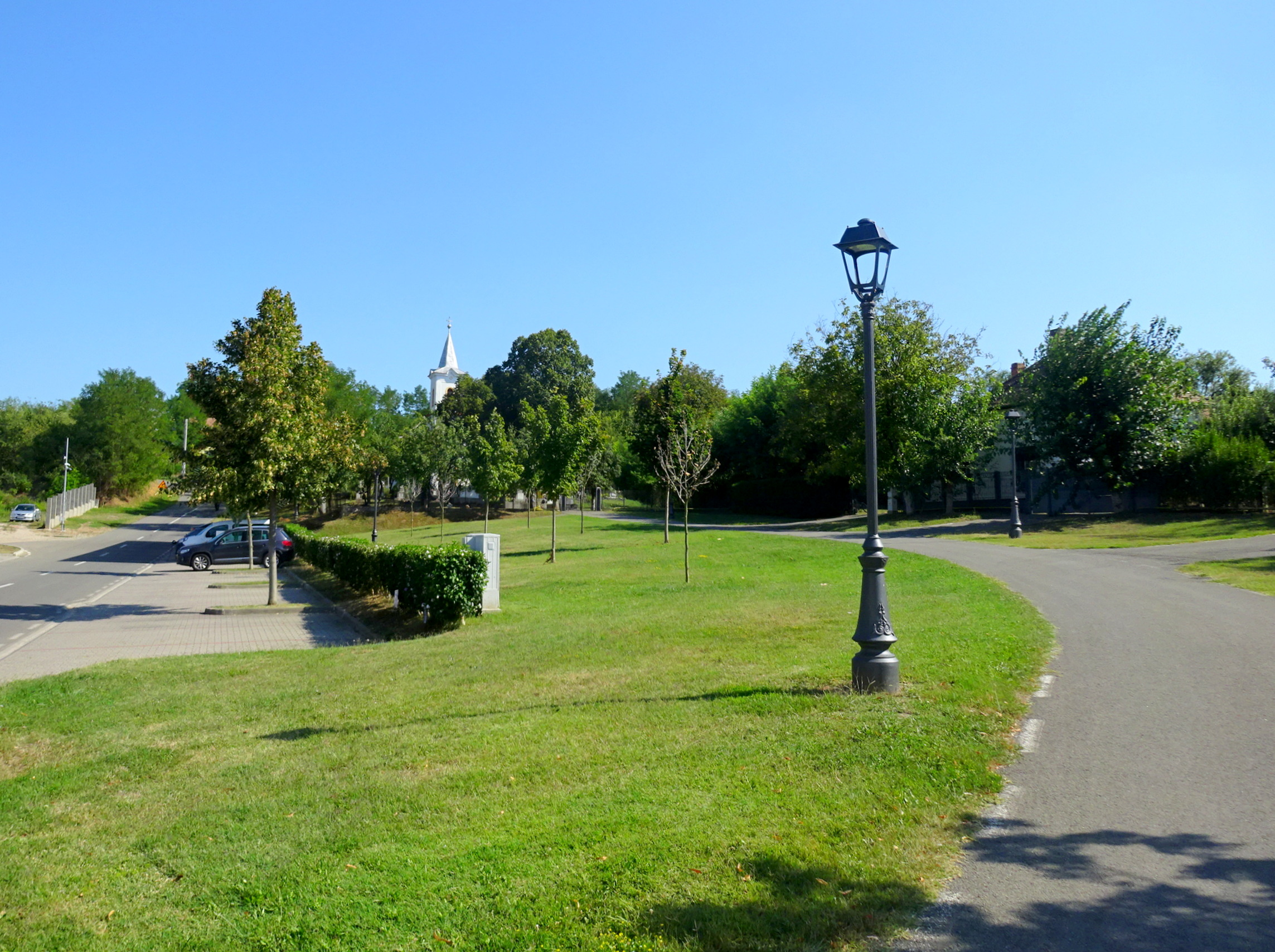
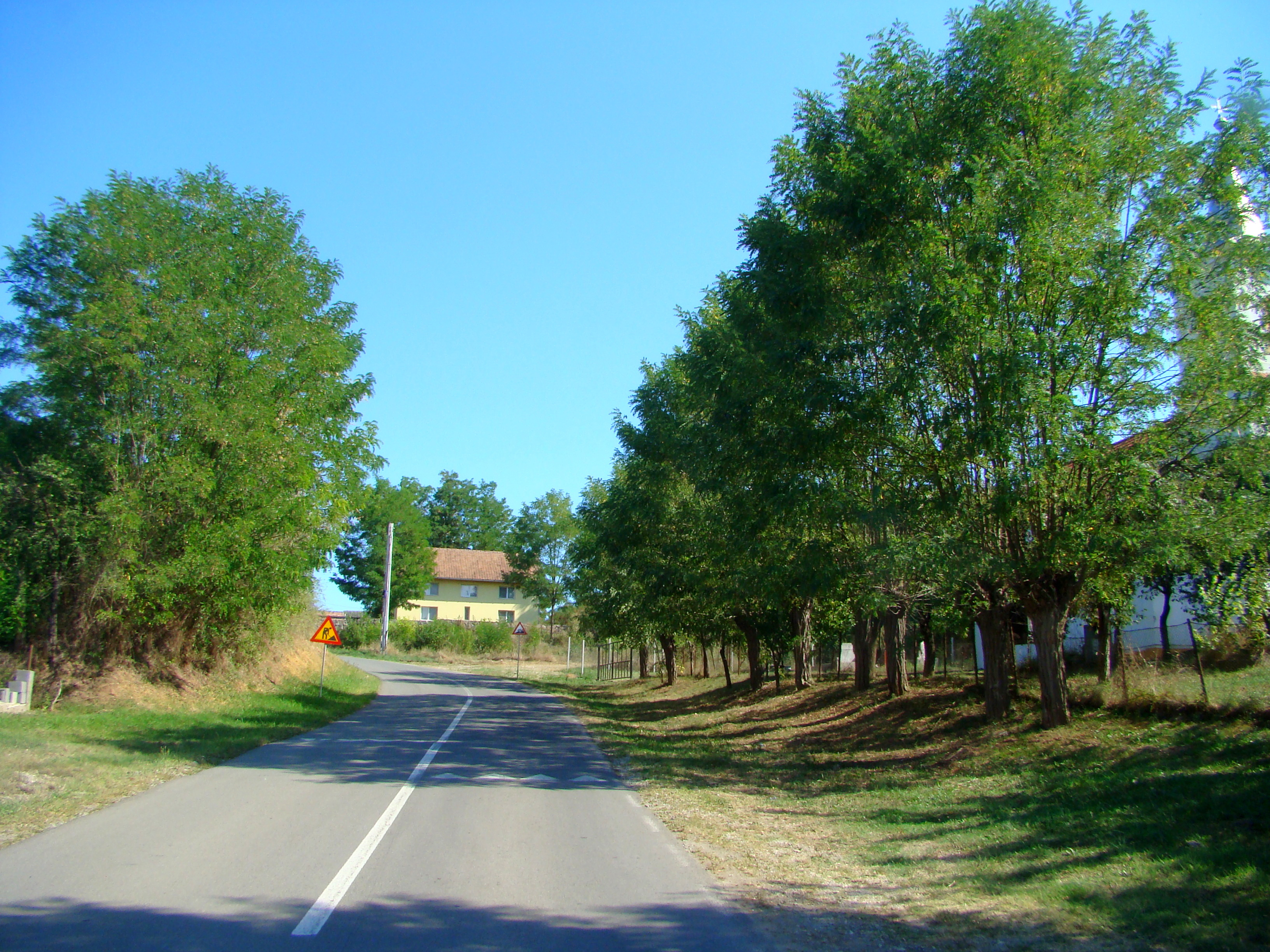
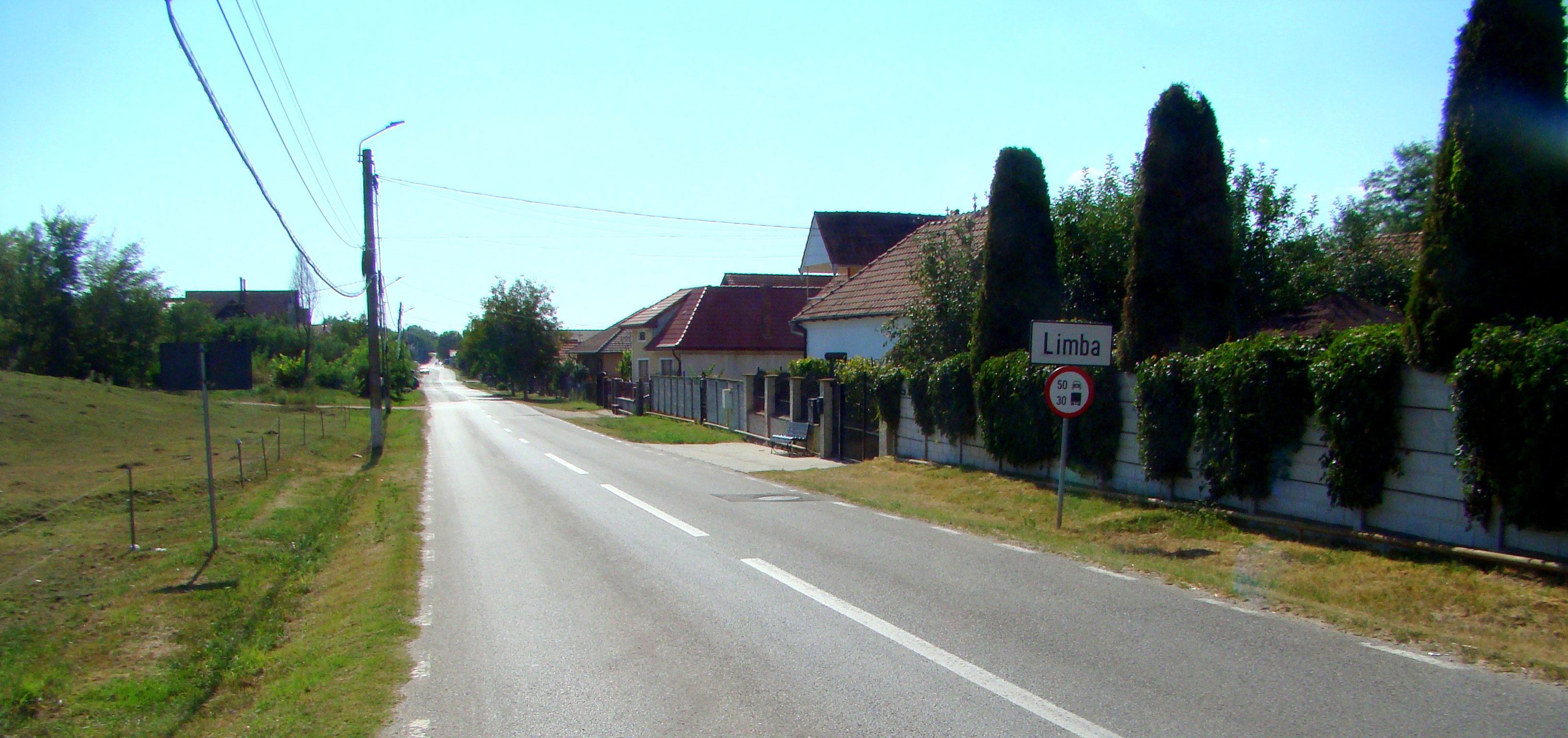
Limba
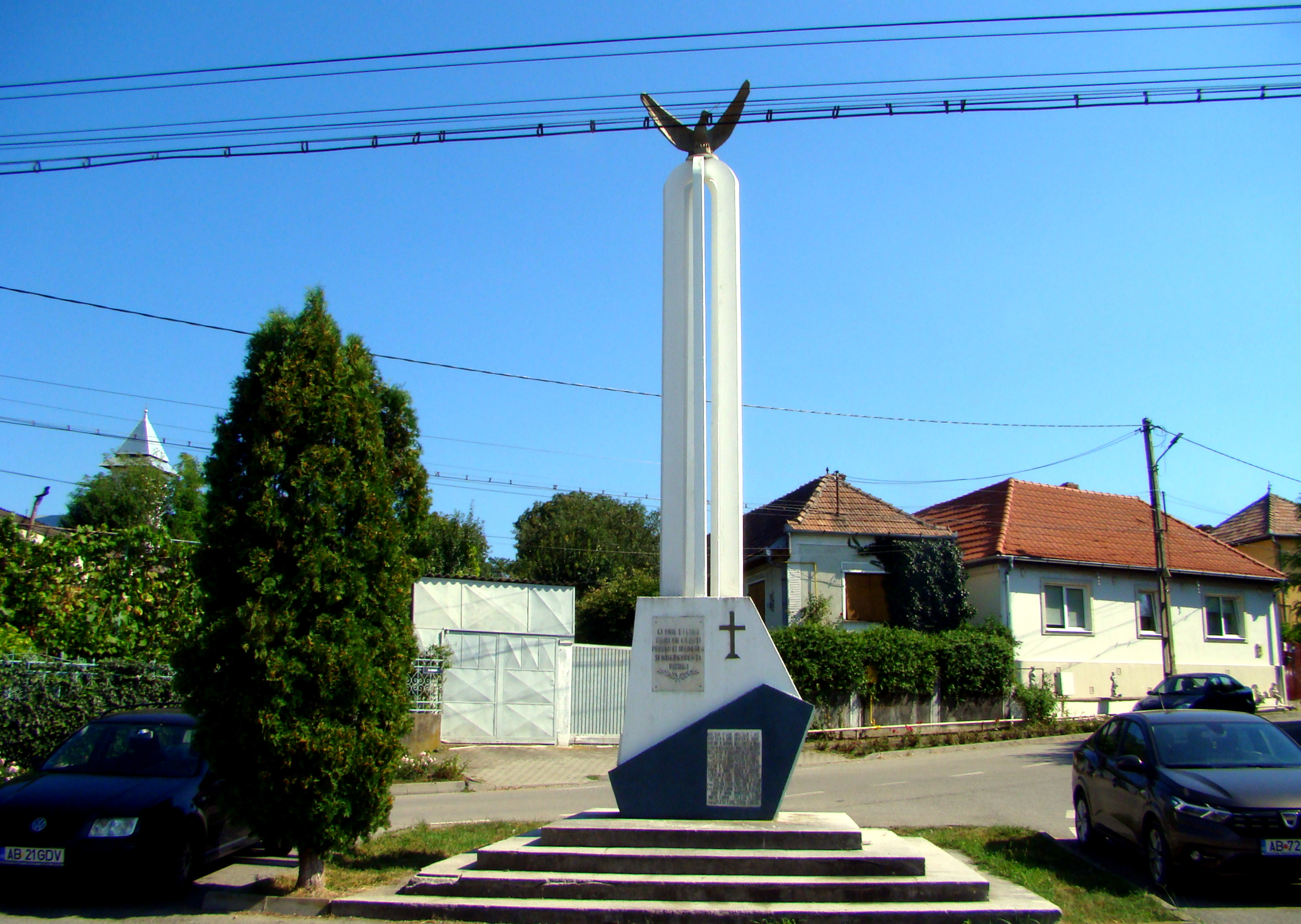
Monumentul eroilor din Limba
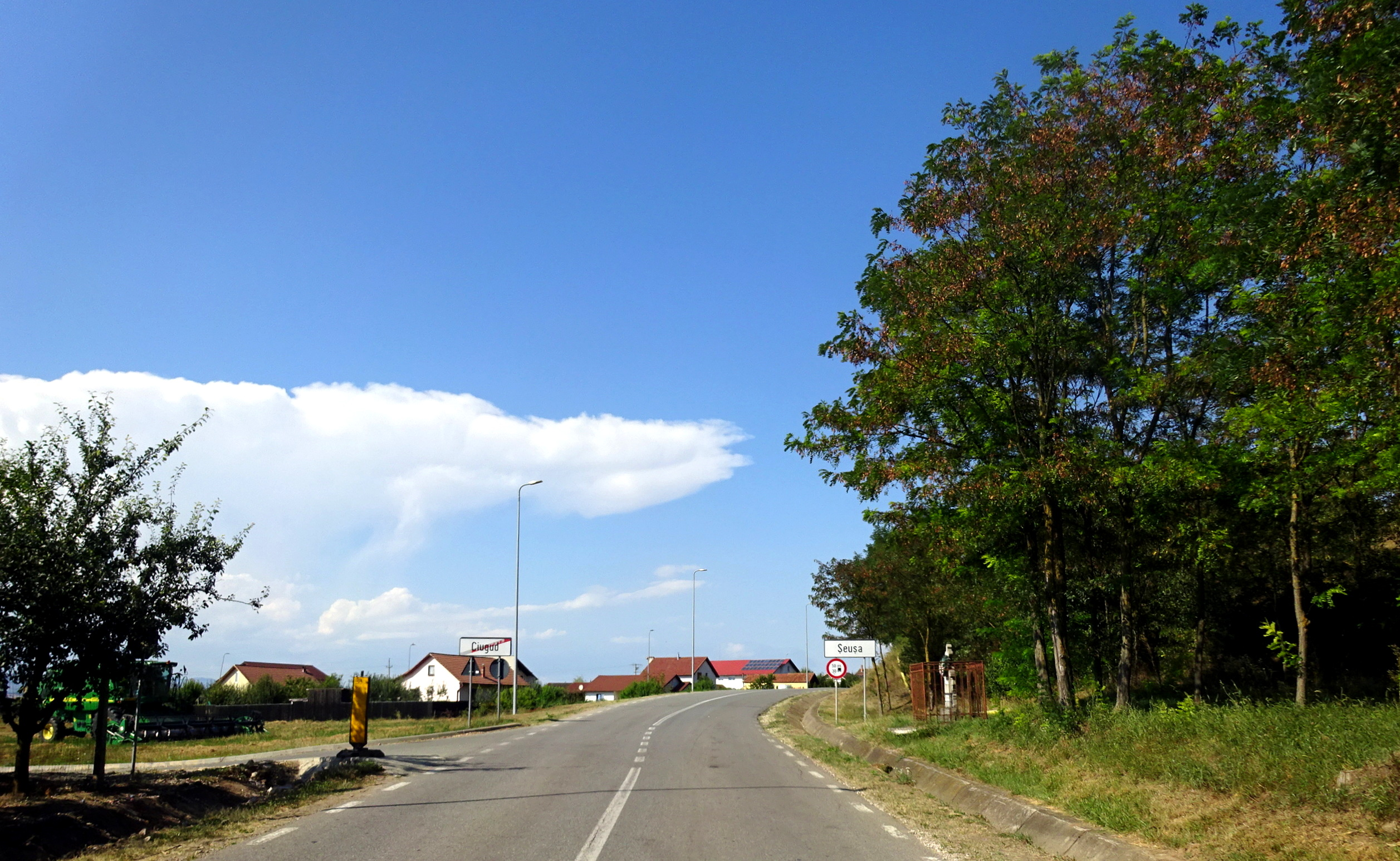
Șeușa
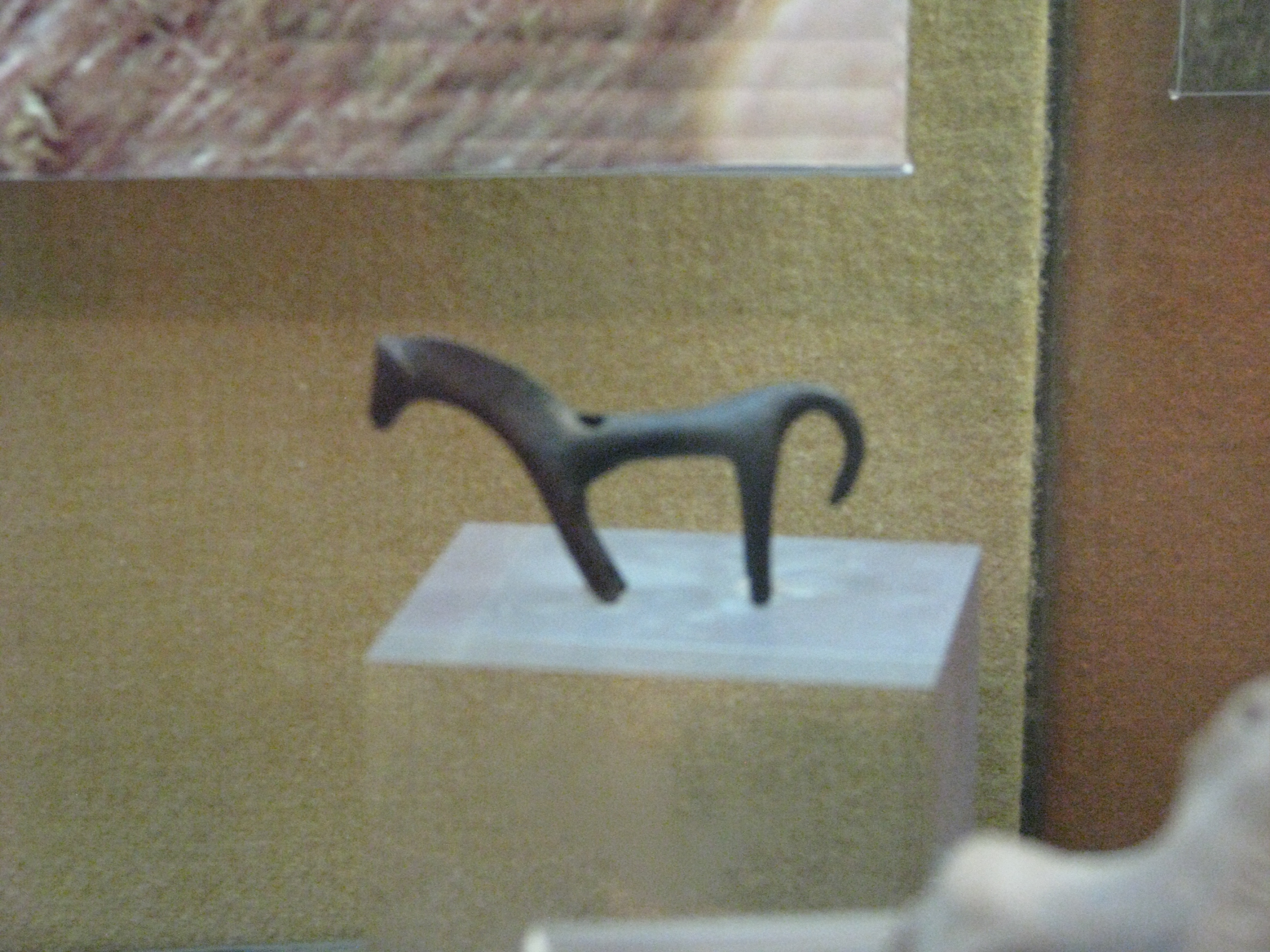
Un căluț de bronz descoperit la Teleac, cu o vechime de peste 2500 de ani, aflat la Muzeul Național al Unirii din Alba Iulia
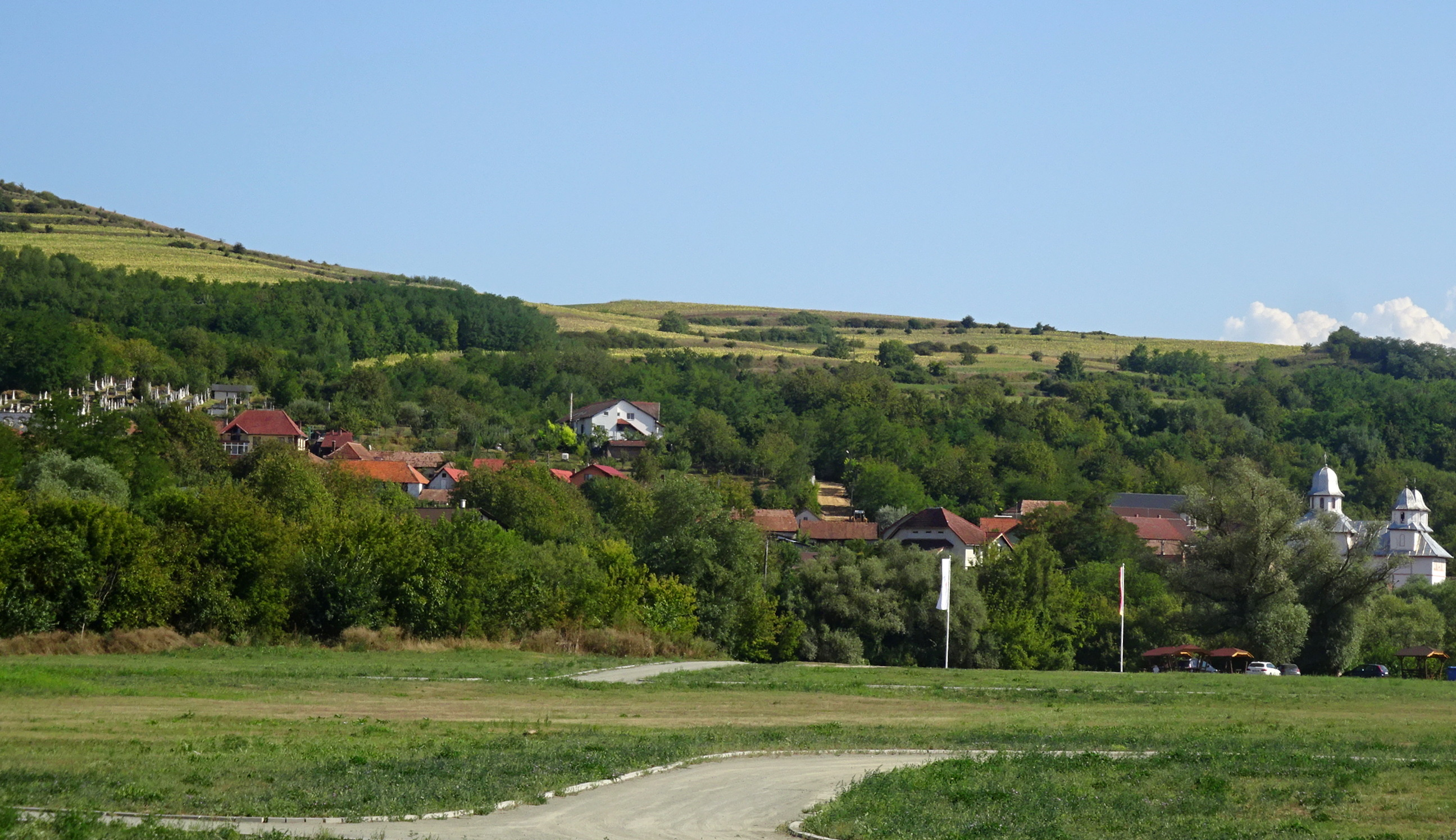
Drâmbar
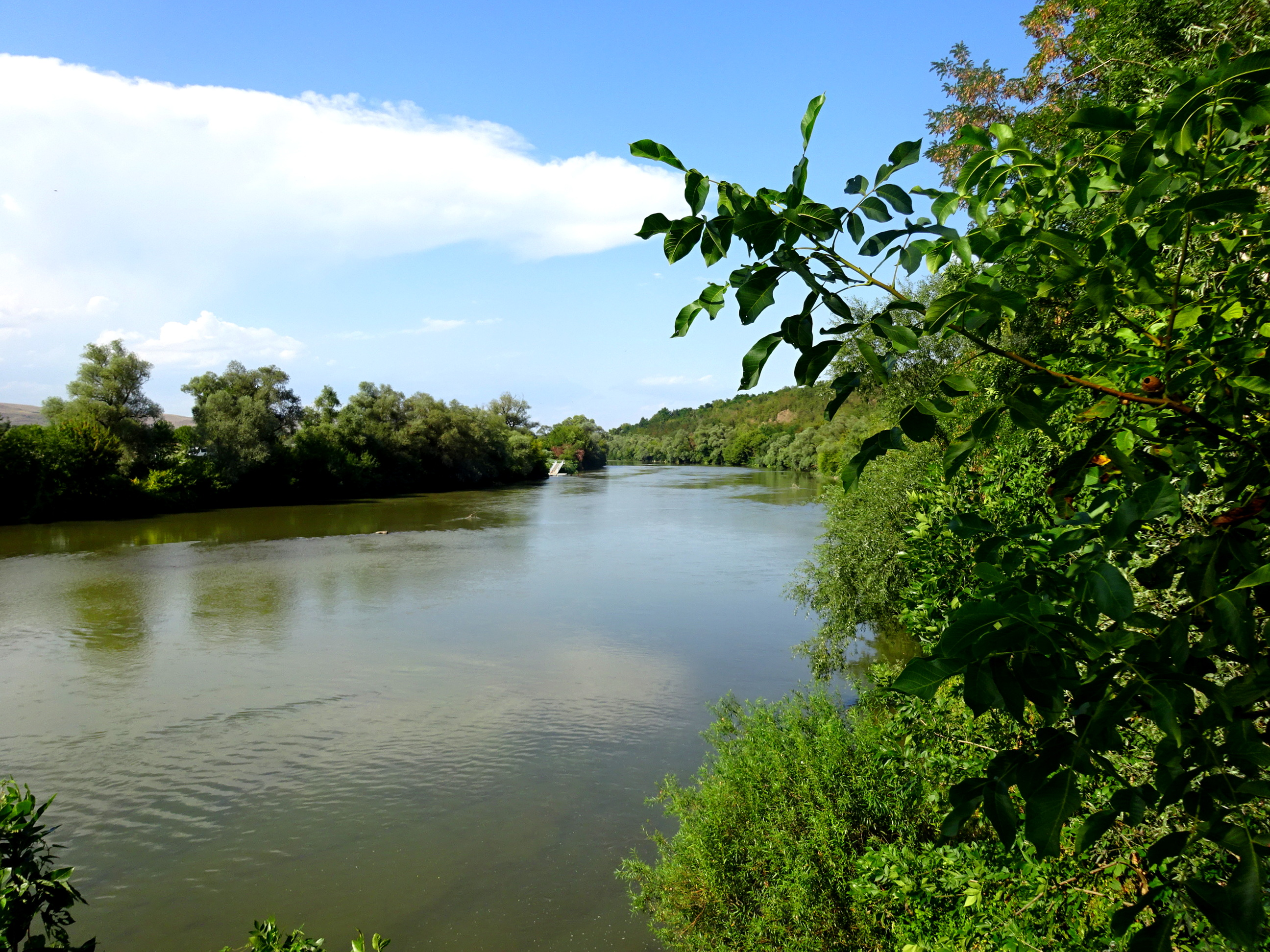
Râul Mureș la Drâmbar
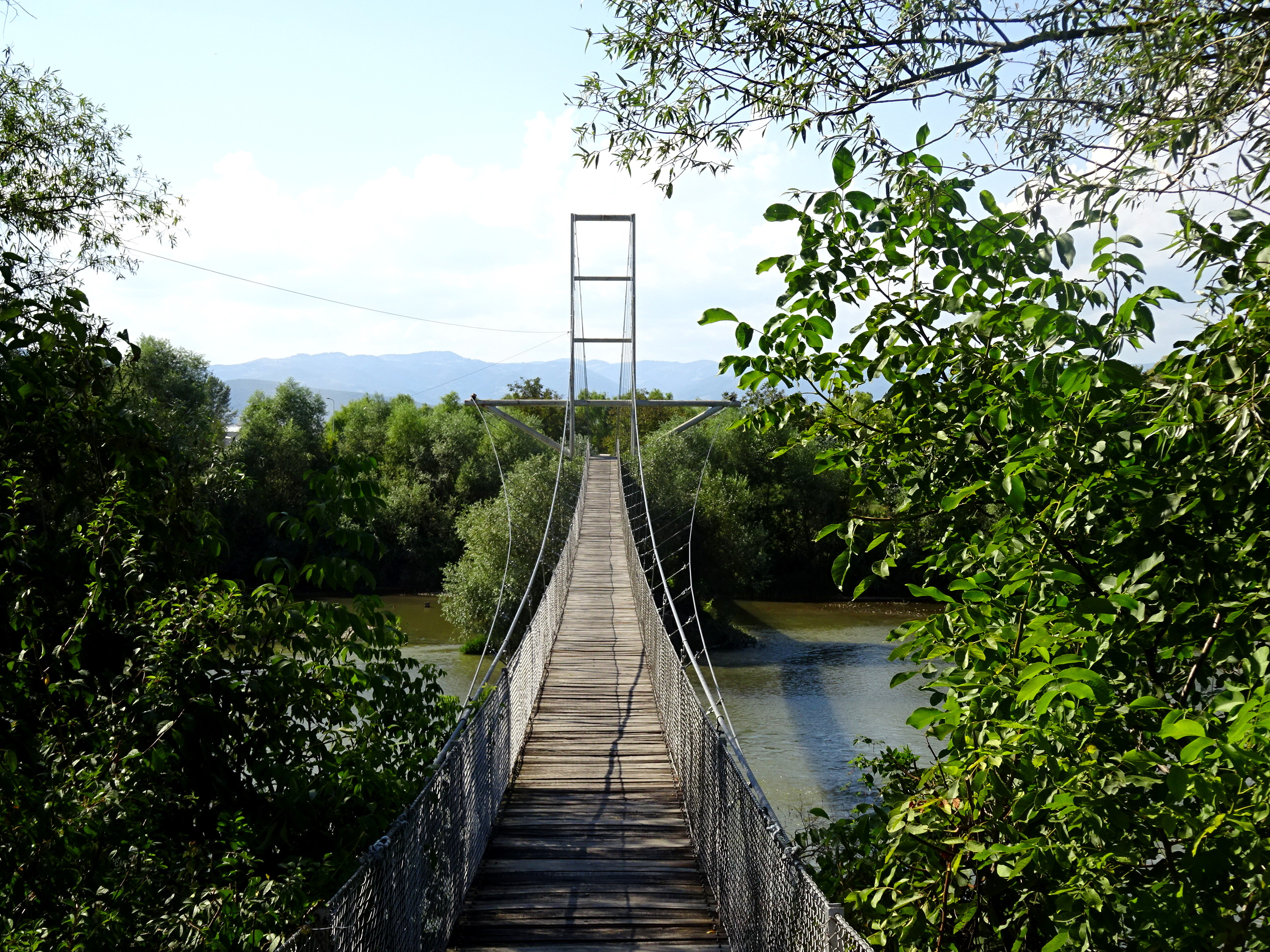
Puntea peste râul Mureș
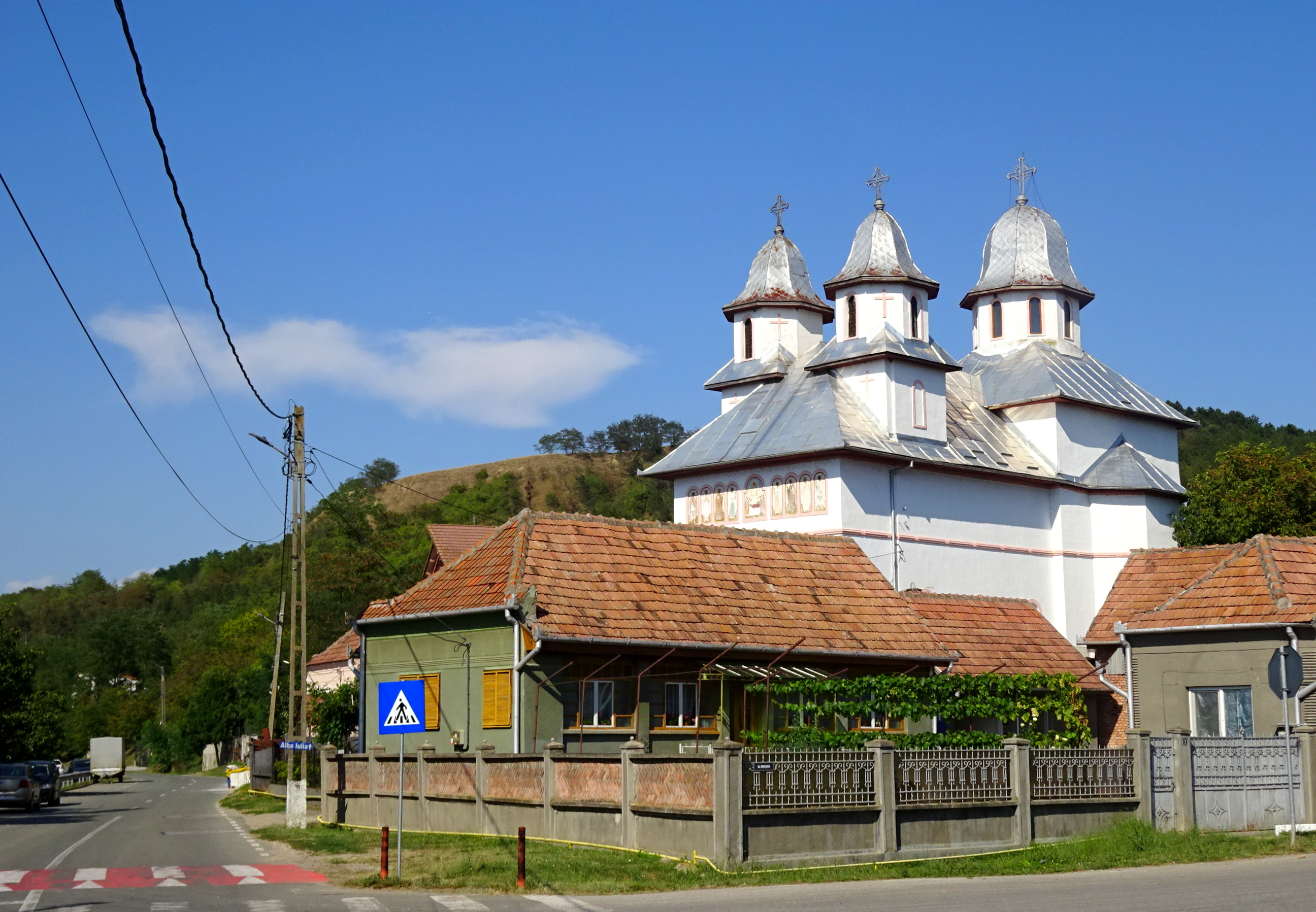
Biserica Adormirea Maicii Domnului din Drâmbar
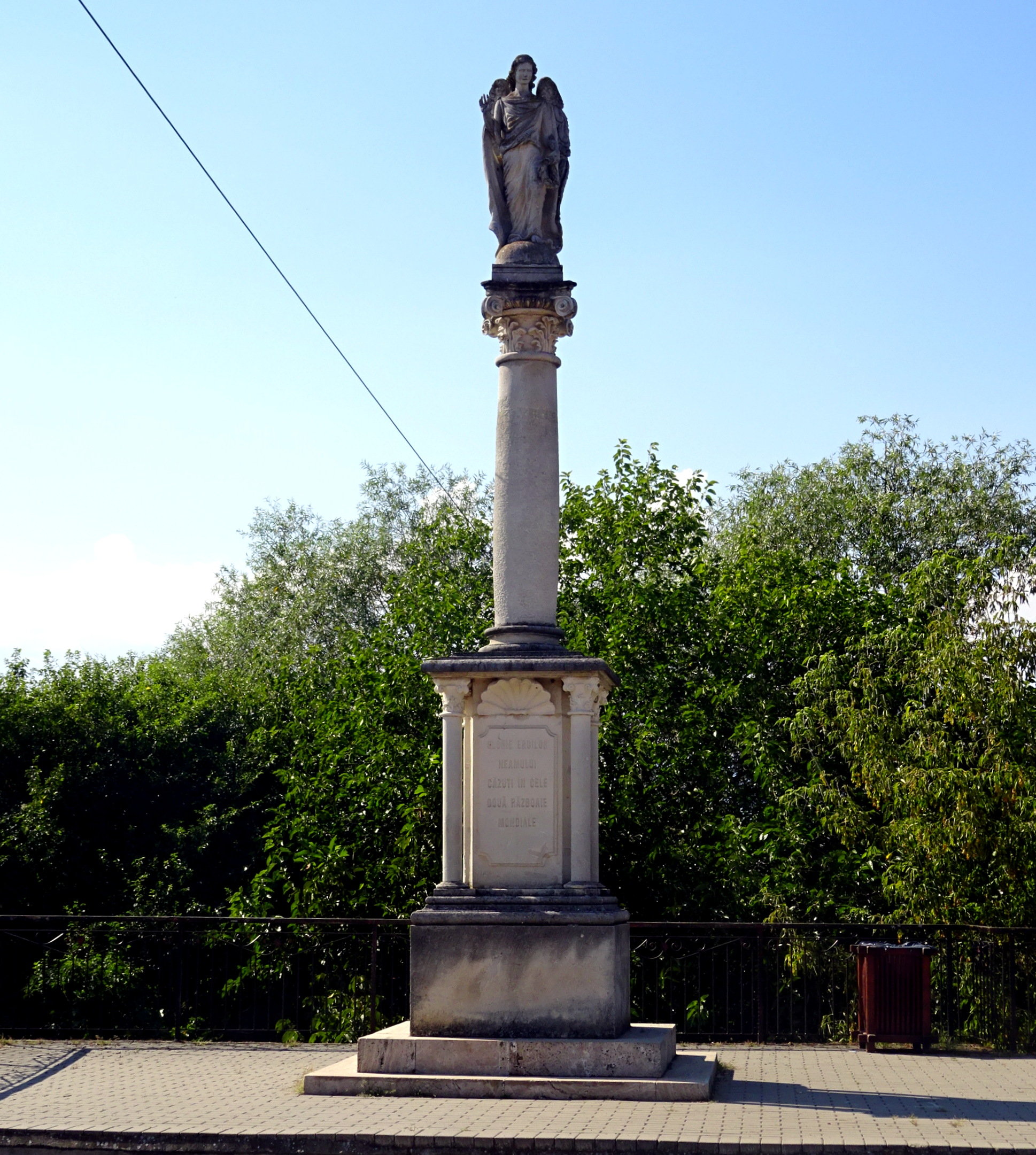
Monumentul eroilor din Drâmbar
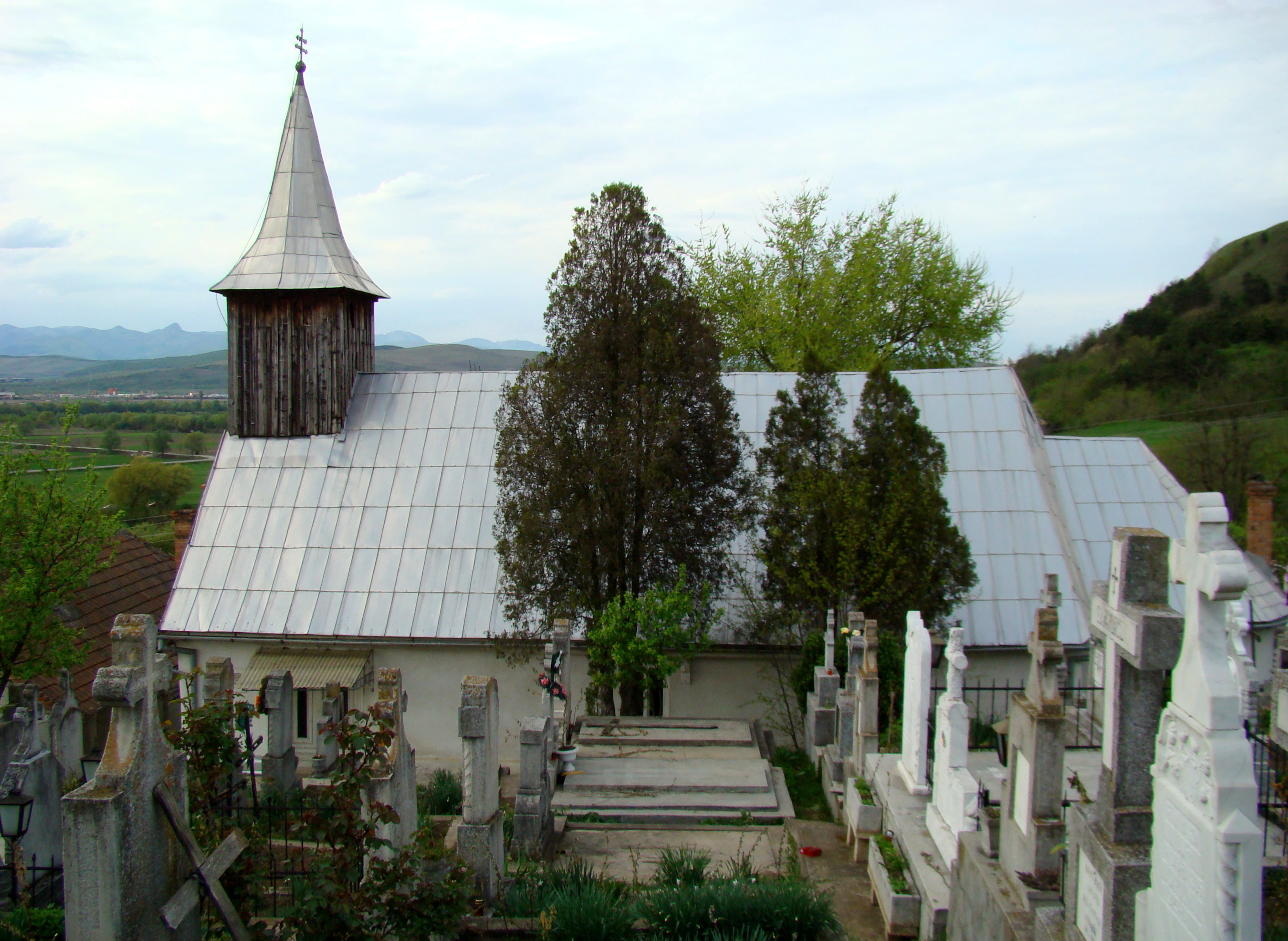
Biserica de lemn din Drâmbar
Biserica de lemn dispărută din satul Hăpria